# Inuyashiki (película)
Inuyashiki (いぬやしき)  es una película japonesa, siendo una adaptación de acción real basada en el manga del mismo nombre. La película se estrenó el 20 de abril de 2018 y es la primera de la trilogía planificada "Miracle Man". Inuyashiki está dirigida por Shinsuke Sato y está protagonizada por Noritake Kinashi, Takeru Satoh, Fumi Nikaidō y Kanata Hongō.

## Argumento
Ichiro Inuyashiki, un hombre de edad avanzada incapaz de proteger a su familia y enfrenta varios problemas en su hogar y vida laboral. No tiene amigos y su esposa y su familia lo tratan mal. Un día se encuentra con un perro pequeño en la calle, que inesperadamente lo lleva a un parque donde muere repentinamente tras estrellarse una nave extraterrestre encima de él. Los alienígenas, para disculparse por matarlo accidentalmente,lo reconstruyen con la maquinaria que tenían a mano, convirtiendo su cuerpo en una máquina altamente sofisticada que le otorga poderes de superhéroe, con poderes ofensivos y la capacidad de volar. También desarrolla el poder de curar cualquier enfermedad, llegando a curar enfermedades en estado terminal.
Sin embargo, al igual que el, en el parque se hallaba otra persona en el momento del accidente, un adolescente llamado Hiro Shishigami, el cual obtiene exactamente los mismos poderes que el, a diferencia de Ichiro este usa los poderes para propósitos malvados.

## Reparto
- Noritake Kinashi como Ichirō Inuyashiki (犬屋敷 壱郎 Inuyashiki Ichirō)
- Takeru Satoh como Hiro Shishigami (獅子神 皓 Shishigami Hiro)
- Kanata Hongō como Naoyuki Yō (安堂 直行 Yō Naoyuki)
- Ayaka Miyoshi como Mari Inuyashiki (犬屋敷 麻理 Inuyashiki Mari)
- Fumi Nikaidō como Shion Watanabe (渡辺 しおん Watanabe Shion)
- Yuki Saitō como Yuko Shishigami
- Yūsuke Iseya
- Mari Hamada

## Recepción
En general la crítica digital valoró con notas bajas el trabajo de Shinsuke Sato. 
| Evaluador    | Classificación |
| ------------ | -------------- |
| FilmAffinity | 5,8/10         |
| IMDb         | 6/10           |